# 前橋テルサ
前橋テルサ（まえばしテルサ、英語: Maebashi TERRSA）は、群馬県前橋市千代田町にある多目的施設。旧名称は前橋勤労者総合福祉センター。2023年（令和5年）3月13日から休館となっている。

## 歴史
1992年（平成4年）開館。設置主体は雇用・能力開発機構と群馬県、そして前橋市である。目的は「勤労者・市民の生活の充実と勤労意欲の向上」（引用）で、事業費は62億円。
前橋テルサが建設された場所には、かつて前三百貨店が存在した。1964年（昭和39年）、群馬県初の百貨店として開業。地上6階、地下1階建ての建物は、開店当時群馬県一の高さを誇っていたが、他店との競合などで業績が悪化し、1985年（昭和60年）に閉店。建物は取り壊された。
当初は市と機構との共同所有であったが、2004年（平成16年）に市が買収した。運営は一般財団法人前橋市まちづくり公社が担当。市は施設維持費用として年間約2億5,000万円ほど負担していた。
前橋テルサでは1993年（平成5年）から、レストランスワン（前橋市）が12階に「リストランテ チィニョ」、1階にイタリアンカフェ「オルヴィエターナ」を開店。また、レストランスワンは前橋テルサで結婚式や宴会などの飲食部門の事業も行っていた。しかし、2022年3月末でレストランスワンとの契約期間が満了し、結婚式や宴会などを含めた飲食部門から撤退することになり、12階の「リストランテ チィニョ」は2022年3月27日までの営業となり、新型コロナウイルス感染拡大の影響で休業していた1階のイタリアンカフェ「オルヴィエターナ」も再開しないまま営業を終了することになった。
市は施設運用の効率化や費用負担の軽減を目的に、民間企業への売却も視野に検討を進めていた。2022年（令和4年）に施設を運営する優先交渉権者を募集し、東京の企業が優先交渉権者に決まったが、工事費高騰などを理由に2023年（令和5年）1月に辞退し、同年3月13日から休館となった。
休館後も市は維持管理に年間約6千万円の支出となることから、条件を大幅に緩和して施設を運営する優先交渉権者の再募集した。再募集には3事業者が応募したが、2023年12月18日に優先交渉権者の決定には至らなかったことが発表され、前橋市と前橋商工会議所の両者で利活用を議論することとなった。

## 建築
建物は鉄骨鉄筋コンクリート構造および鉄骨構造の地上12階・地下1階・塔屋1階建て。建物高さ64.2メートル（軒高57.3メートル）、敷地面積2,266平方メートル、建設面積1,504平方メートル、延床面積は1万4,522平方メートルである。落ち着いたレンガ色の外壁に、ガス灯をイメージした街灯を建物周辺に配置。大正ロマンの趣きを醸し出す前橋テルサの建物は、近代的なビルが建ち並ぶ前橋市中心市街地に際立つ存在となっている。

## 施設
宿泊
洋室22室（ツインルーム、うち1室は特別室）、和室4室（8畳3人部屋、12畳4人部屋が2室ずつ）。
フィットネス
健康運動指導士を専任スタッフに置く、厚生労働大臣認定の健康増進施設。トレーニングジムやプール、運動後の浴場を備える。
カルチャー
各種講座を開催。
会議室
大小10部屋の貸し会議室を設置（条例上は11部屋）。会議や研修に利用できる。
ホール
演奏会や講演会など多目的利用可能なホール。最大で534人収容（固定座席数は496席）。その他、楽屋や控室、リハーサル室を用意。

## 交通アクセス
公共交通機関
JR両毛線・前橋駅から徒歩20分。
上毛電鉄上毛線・中央前橋駅から徒歩15分。
最寄りのバス停は関越交通・群馬バス「千代田町二丁目」（徒歩1分）、群馬中央バス・関越交通・日本中央バス・上信観光バス・群馬バス・永井運輸「本町」（徒歩3分）。
自家用自動車
関越自動車道・前橋インターチェンジから自動車で20分、国道17号沿い。最寄りの駐車場は市営パーク千代田および市営パーク5番街で、641台が駐車できる。